# Damira Niyazalieva
Damira Niyazalieva (née en 1960) est une femme politique kirghize, vice-première ministre de son pays en 2015.